# Hajoti Mihnati
Ңajoti Miⱨnati ('Vida trabajadora'), más tarde Adabijoti Soveti ('Literatura soviética'), fue una revista bimestral literaria y sociopolítica judía-bujariana publicada en Taskent, en la República Socialista Soviética de Uzbekistán, de 1931 a 1941.   Era un órgano de la sección judía de Bujará de la Unión de Escritores de Uzbekistán (la filial a nivel de la república de la Unión de Escritores Soviéticos). Sus editores fueron Aron Saidov, Menashe Aminov y Yunatan Kurayev.

## Fundación de una revista literaria judía de Bujará soviética
Ңajoti Miⱨnati fue fundada en 1931. La revista surgió del suplemento literario del periódico Bajroqi Miⱨnat ('Bandera del Trabajo'). Inicialmente, Ңajoti Miⱨnati se imprimió en 2500 copias, pero en 1933 su circulación aumentó a 5000 copias de cada número. Los números de Ңajoti Miⱨnati tenían varias docenas de páginas. La revista contenía poemas y cuentos de escritores judíos de Bujará. También incluiría traducciones de textos de escritores rusos como Aleksander Pushkin y Máximo Gorki. Ңajoti Miⱨnati se convirtió, junto con la página literaria de Bajroqi Miⱨnat, en la plataforma más importante para la publicación de literatura judía de Bujaria. En la elaboración de la revista participaron destacados educadores.

## Encuesta de idiomas de 1931
En 1931, Ңajoti Miⱨnati pidió a los lectores su opinión sobre el lenguaje utilizado en la revista. Se enviaron 785 respuestas escritas desde toda Asia Central, desde lugares como Samarcanda, Bujará, Kokand, Namangán, Andijon y Karmana. Aproximadamente dos tercios de los encuestados afirmaron que consideraban que el idioma era satisfactorio, mientras que una minoría argumentó que el uso de palabras nuevas hacía que los textos fueran difíciles de entender.

## Cirilización y cierre
En 1935 se cambió el nombre de la publicación a Adabijoti Soveti. Como parte de las reformas de cirilización en la Unión Soviética a finales de la década de 1930, la escritura del idioma judío-bujario se cambió del latín al cirílico en 1939. Sin embargo, en ese momento ya se habían cerrado el periódico principal (Bajroqi Miⱨnat) y las escuelas judías-bujarianas. Adabijoti Soveti se convirtió en la única publicación disponible para la implementación del cambio a la escritura cirílica. El primer número en escritura cirílica de Adabijoti Soveti fue el número 11, publicado en noviembre de 1940. El último número conocido de Adabijoti Soveti se publicó en mayo de 1941; presumiblemente la publicación se suspendió después del ataque alemán a la Unión Soviética en 1941.